# Giải vô địch bóng đá thế giới 2026
Giải vô địch bóng đá thế giới 2026 (hay Cúp bóng đá thế giới 2026, tiếng Anh: 2026 FIFA World Cup; tiếng Tây Ban Nha: Copa Mundial de la FIFA de 2026; tiếng Pháp: Coupe du monde de la FIFA de 2026, tên thương hiệu là FIFA World Cup 26) sẽ là giải vô địch bóng đá thế giới lần thứ 23, giải đấu bóng đá quốc tế được tổ chức bốn năm một lần với sự tham gia của các đội tuyển bóng đá quốc gia nam đến từ các liên đoàn trực thuộc FIFA.
Giải đấu sẽ được tổ chức tại 16 thành phố ở ba quốc gia Bắc Mỹ: Hoa Kỳ, Canada và Mexico. Liên hợp ba nước đã đánh bại đối thủ đấu thầu Maroc trong cuộc bỏ phiếu cuối cùng tại Đại hội FIFA lần thứ 68 ở Moskva. Đây sẽ là kỳ World Cup thứ hai trong lịch sử được tổ chức tại hơn một quốc gia (sau giải đấu năm 2002 tại Hàn Quốc và Nhật Bản), và là kỳ World Cup đầu tiên được tổ chức tại ba quốc gia. Ngoài các lần tổ chức vào các năm 1970 và 1986, México sẽ trở thành quốc gia đầu tiên có ba lần tổ chức Giải vô địch bóng đá thế giới, Hoa Kỳ cũng sẽ trở thành quốc gia có hai lần tổ chức Giải vô địch bóng đá thế giới (sau lần đầu vào năm 1994), trong khi Canada lần đầu tiên đăng cai một Giải vô địch bóng đá thế giới. Giải đấu cũng sẽ quay trở lại với thời gian thi đấu truyền thống vào mùa hè, sau giải đấu năm 2022 tại Qatar được tổ chức vào tháng 11 và tháng 12. Giải này cũng diễn ra vào trong Kỷ niệm 500 năm Hoa Kỳ.
World Cup 2026 cũng sẽ là kỳ World Cup đầu tiên được mở rộng từ 32 lên thành 48 đội. Argentina là đương kim vô địch giải đấu sau khi đánh bại Pháp 4–2 ở loạt sút luân lưu trong trận chung kết World Cup 2022 (hòa 3–3 sau 120 phút).

## Thể thức
Michel Platini, khi đó là chủ tịch UEFA, đã đề xuất trong tháng 10 năm 2013 rằng sẽ mở rộng giải đấu lên 40 đội, một ý tưởng mà chủ tịch FIFA Gianni Infantino cũng đề xuất vào tháng 3 năm 2016. Mong muốn tăng số lượng đội tuyển tham gia giải đấu từ thể thức 32 đội trước đó đã được công bố vào ngày 4 tháng 10 năm 2016. Có năm sự lựa chọn mở rộng đã được xem xét:
- Mở rộng đến 40 đội (8 bảng 5 đội) – 88 trận đấu
- Mở rộng đến 40 đội (10 bảng 4 đội) – 76 trận đấu
- Mở rộng đến 48 đội (mở vòng play-off 32 đội) – 80 trận đấu
- Mở rộng đến 48 đội (16 bảng 3 đội) – 80 trận đấu
- Mở rộng đến 48 đội (12 bảng 4 đội chọn ra 24 đội nhất nhì và 8 đội thứ ba có thành tích tốt nhất vào vòng trong) – 104 trận đấu

Vào ngày 10 tháng 1 năm 2017, Hội đồng FIFA đã biểu quyết nhất trí để mở rộng giải đấu lên 48 đội tuyển.
Ban đầu, giải đấu sẽ diễn ra với một vòng bảng gồm 16 bảng, 3 đội 1 bảng, chọn 2 đội đứng đầu mỗi bảng vào vòng đấu loại trực tiếp gồm 32 đội (nghĩa là chỉ một trong ba đội mỗi bảng sẽ bị loại thay vì 2 trong 4 đội bị loại như trước). Số trận thi đấu tổng thể sẽ tăng từ 64 lên 80, nhưng số trận tối đa được thi đấu vẫn sẽ là 7 trận giống như thể thức 32 đội, chỉ khác một trận đấu bảng sẽ được thay thế bằng một trận đấu vòng đấu loại trực tiếp 32 đội. Giải đấu cũng sẽ được diễn ra trong vòng 32 ngày, giống như các giải đấu 32 đội trước đó. Nhưng theo The Athletic, thể thức này có nhược điểm là không còn sự hấp dẫn của lượt cuối diễn ra cùng giờ, khi bảng đấu chỉ còn ba so với bốn đội như các kỳ World Cup trước. Ngoài ra, việc bảng đấu có ba đội làm tăng khả năng hai đội đối đầu trực tiếp ở lượt cuối "thông đồng" với nhau để tạo ra kết quả có lợi cho họ. Điều này đã từng diễn ra tại World Cup 1982 ở Tây Ban Nha, khi Tây Đức thắng Áo 1–0 ở lượt cuối để cùng đi tiếp, gián tiếp khiến Algeria bị loại. Sự thay đổi thể thức này kéo theo việc sắp xếp lại việc tổ chức các trận đấu giữa các nước chủ nhà. Trước đó, theo thể thức ban đầu, Mỹ đăng cai 60 trận, còn Canada và Mexico mỗi nước đăng cai 10 trận.
Với những lo ngại và tiêu cực ở trận đấu lượt cuối ở vòng bảng, đồng thời để tăng tính hấp dẫn cho lượt trận cuối như World Cup 2022, đã có ý kiến đề nghị FIFA nên chia thành 12 bảng, mỗi bảng 4 đội, chọn 2 đội nhất nhì mỗi bảng và 8 đội thứ 3 có thành tích tốt nhất. Theo thể thức này, số trận đấu sẽ tăng từ 64 lên 104 trận đấu và số lượng trận đấu của những đội vào chung kết sẽ tăng lên 8. Mỗi đội vẫn sẽ thi đấu 3 trận vòng bảng, ngoài ra còn có 1 trận tại vòng đấu loại trực tiếp bổ sung. Giải đấu cũng sẽ được hoàn thành trong vòng 38 ngày, nhiều hơn so với các giải đấu 32 đội như trước đây.
Vào ngày 14 tháng 3 năm 2023, Hội đồng FIFA đã thông qua thể thức vòng bảng 12 bảng 4 đội. Theo đó, thay vì có 16 bảng và mỗi bảng gồm 3 đội, World Cup 2026 sẽ có 12 bảng mỗi bảng gồm 4 đội. Hai đội đầu bảng cùng 8 đội đứng thứ ba có thành tích tốt nhất sẽ giành quyền vào vòng 32 đội. Thể thức này sẽ có 80 trận, tăng 16 trận so với thể thức 64 trận mà FIFA áp dụng từ năm 1998.

## Lựa chọn chủ nhà

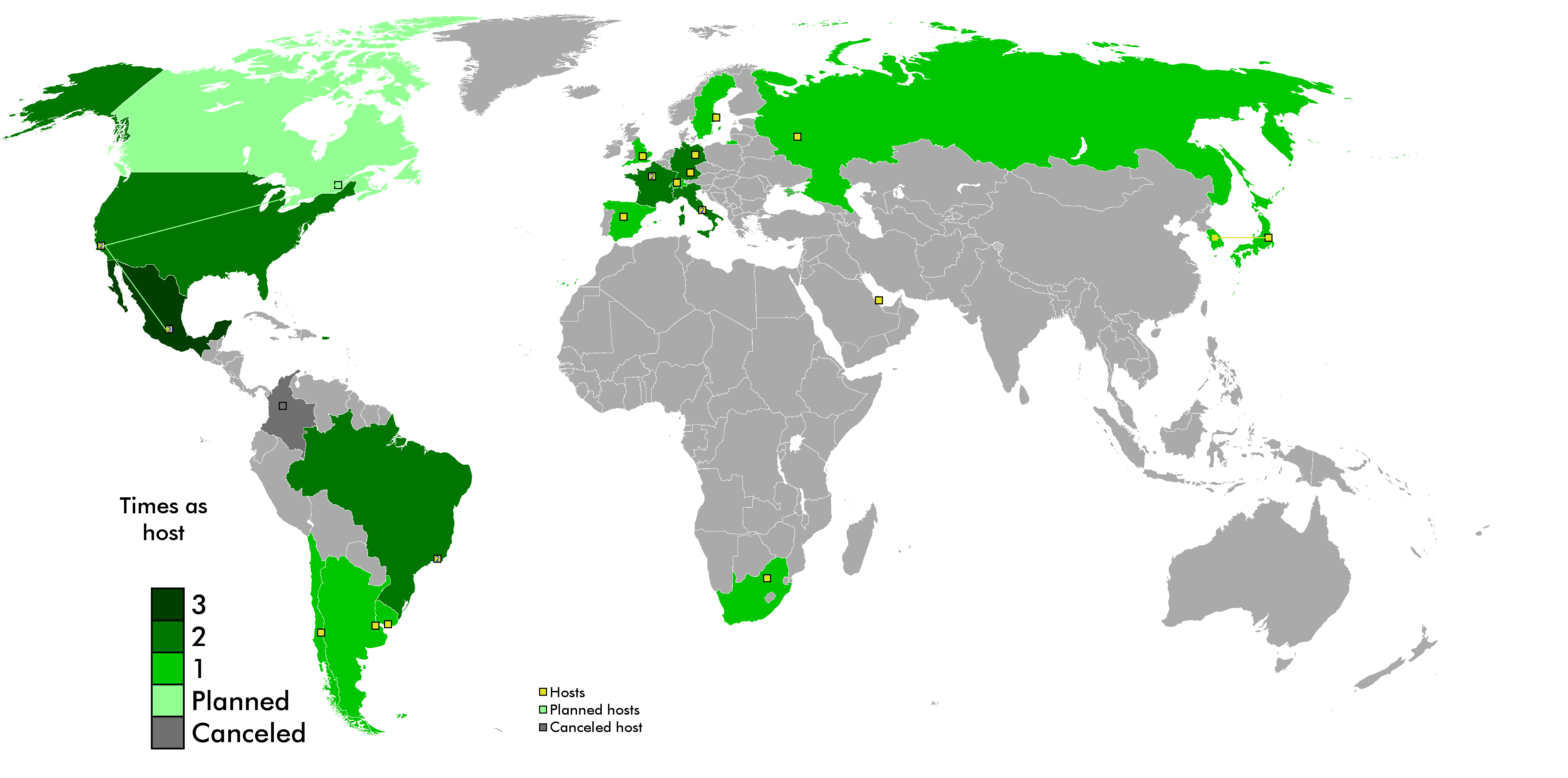
Sau khi lựa chọn, bản đồ của Giải vô địch bóng đá thế giới tổ chức vẫn như thế này. Hãy nhớ rằng một số địa điểm thành phố có thể sai

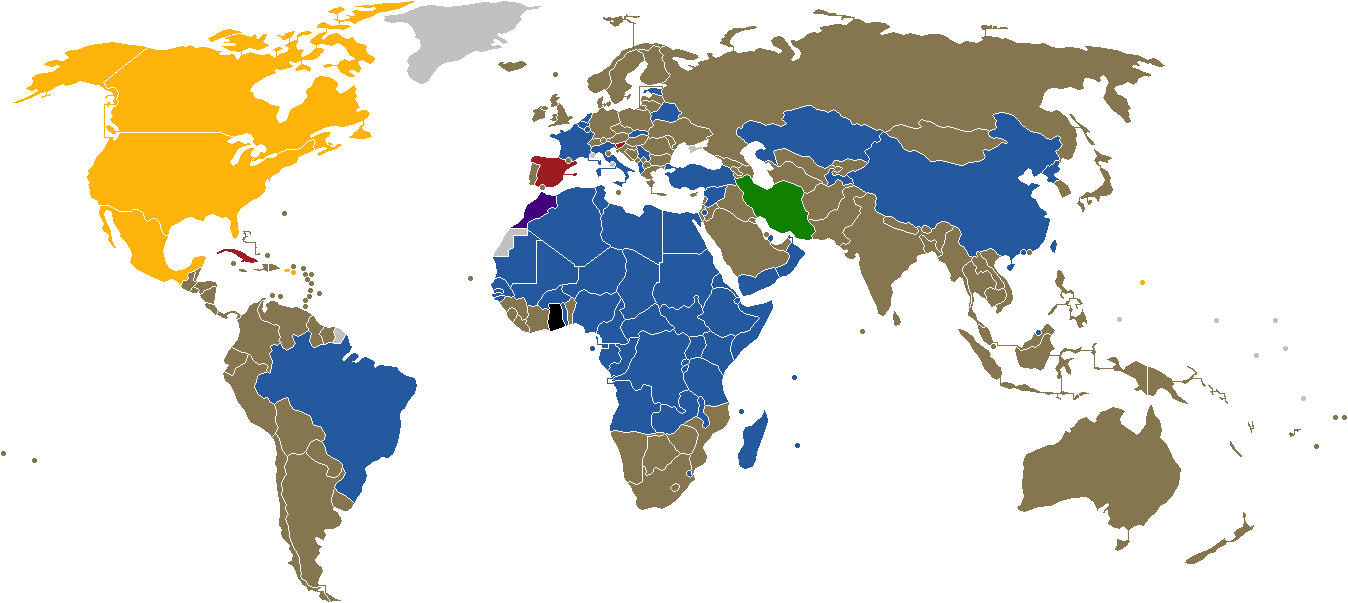
Kết quả bỏ phiếu:

World Cup 2018 được tổ chức tại châu Âu và World Cup 2022 được tổ chức tại châu Á, vì vậy theo chính sách xoay vòng của FIFA, các quốc gia đến từ châu Âu và châu Á không thể đăng cai World Cup 2026.

Bản đồ thế giới với 6 liên đoàn

| Được phép bỏ phiếu                  | Bị cấm bỏ phiếu               |
| ----------------------------------- | ----------------------------- |
| Đã bỏ phiếu cho đấu thầu Thống nhất | Canada/México/Hoa Kỳ          |
| Đã bỏ phiếu cho đấu thầu Maroc      | Maroc                         |
| Đã bỏ phiếu cho cả hai              | Bị xử phạt bởi FIFA           |
| Đã bỏ phiếu từ bỏ phiếu             | Không phải là thành viên FIFA |

| Quốc gia                 | Bỏ phiếu | Bỏ phiếu |
| Quốc gia                 | Vòng 1   |          |
| ------------------------ | -------- | -------- |
| Canada / México / Hoa Kỳ | 134      |          |
| Maroc                    | 65       |          |
| Không có đấu thầu        | 1        |          |
| Khác                     | 3        |          |
| Tổng số bỏ phiếu         | 200      |          |

#### Bỏ phiếu
Cuộc bỏ phiếu đã diễn ra vào ngày 13 tháng 6 năm 2018 trong đại hội thường niên của FIFA ở Moskva, dành cho tất cả 203 thành viên đủ điều kiện . Đấu thầu của Liên hợp ba nước Bắc Mỹ đã nhận được 134 phiếu bầu hợp lệ, trong khi đấu thầu của Maroc đã nhận được 65 phiếu bầu hợp lệ. Khi được chọn, Canada đã trở thành quốc gia thứ năm từng tổ chức cả Giải vô địch bóng đá thế giới của nam và nữ với lần gần đây nhất là vào năm 2015; México đã trở thành quốc gia đầu tiên tổ chức ba Giải vô địch thế giới của nam – lần trước vào năm 1970 và năm 1986, và Hoa Kỳ đã trở thành quốc gia đầu tiên hai lần tổ chức cả World Cup của nam và nữ – họ đã tổ chức các vòng chung kết của nam năm 1994 và nữ năm 1999 và 2003.

## Vòng loại
Vòng loại Giải vô địch bóng đá thế giới 2026 vẫn đang trong quá trình diễn ra. Cả ba quốc gia chủ nhà đã được FIFA xác nhận là có suất vào thẳng vòng Chung kết vào ngày 14 tháng 2 năm 2023.

### Phân bổ suất thi đấu
Vào ngày 30 tháng 3 năm 2017, Văn phòng Hội đồng FIFA (bao gồm chủ tịch FIFA và các chủ tịch của 6 liên đoàn châu lục) đã đề xuất phân bổ suất thi đấu cho Giải vô địch bóng đá thế giới 2026. Đề xuất đã được đệ trình để Hội đồng FIFA phê chuẩn.
Vào ngày 9 tháng 5 năm 2017, hai ngày trước Đại hội FIFA lần thứ 67, Hội đồng FIFA đã phê chuẩn việc phân bổ suất thi đấu trong một cuộc họp ở Manama, Bahrain, đi cùng một giải đấu playoff liên lục địa bao gồm sáu đội để quyết định hai suất cuối cùng của FIFA World Cup, khiến nó trở thành 1⁄3 suất trong các trận đấu loại trực tiếp cho một suất tham dự các trận play-off liên lục địa.
| Liên đoàn          | Thành viên đủ điều kiện FIFA | Số đội tham dự vòng chung kết (bao gồm cả chủ nhà) | Tỷ lệ phần trăm của thành viên dự vòng chung kết | Số đội dự vòng chung kết trước năm 2026 (không bao gồm chủ nhà) |
| ------------------ | ---------------------------- | -------------------------------------------------- | ------------------------------------------------ | --------------------------------------------------------------- |
| AFC                | 46+1                         | 8+1⁄3                                              | 18.1%                                            | 4.5                                                             |
| CAF                | 54                           | 9+1⁄3                                              | 17.3%                                            | 5                                                               |
| CONCACAF (chủ nhà) | 35                           | 6+1⁄3 (+1⁄3)                                       | 18.1% (+1.0%)                                    | 3.5                                                             |
| CONMEBOL           | 10                           | 6+1⁄3                                              | 63.3%                                            | 4.5                                                             |
| OFC                | 11                           | 1+1⁄3                                              | 12.1%                                            | 0.5                                                             |
| UEFA               | 55                           | 16                                                 | 29.1%                                            | 13                                                              |
| Tổng cộng          | 211                          | 48                                                 | 22.7%                                            | 31 + 1 (chủ nhà)                                                |

Ghi chú
1. ↑  Quần đảo Bắc Mariana, mặc dù không phải là thành viên của FIFA, cũng sẽ tham dự vòng loại World Cup vì nó đồng thời một phần là vòng loại AFC Asian Cup 2027.

Vào tháng 2/2023, FIFA khẳng định 3 đội chủ nhà Mỹ, Canada và Mexico được vào thẳng vòng chung kết World Cup 2026 và khu vực CONCACAF sẽ chỉ còn 3 suất vé tham dự vòng chung kết. Hội đồng cũng phê chuẩn phân bổ vị trí mang lại cho OFC một suất vào thẳng vòng chung kết lần đầu tiên trong lịch sử FIFA World Cup. FIFA World Cup 2026 sẽ là giải đấu đầu tiên mà cả 6 liên đoàn đều có suất vào thẳng.

#### Giai đoạn play-off
Một vòng play-off với sự tham gia của 6 đội tuyển sẽ được tổ chức để quyết định hai đội tuyển dự giải vô địch bóng đá thế giới cuối cùng, bao gồm mỗi đội tuyển đại diện cho mỗi liên đoàn (ngoại trừ UEFA) và một đội tuyển bổ sung từ liên đoàn của quốc gia chủ nhà (CONCACAF).
Hai trong số các đội tuyển trên sẽ được làm hạt giống dựa trên bảng xếp hạng bóng đá nam thế giới, hai đội tuyển hạt giống sẽ thi đấu hai cặp trận với hai đội tuyển thắng từ nhóm 4 đội không được chọn làm hạt giống Giải vô địch bóng đá thế giới để tranh hai suất dự World Cup. Địa điểm diễn ra vòng play-off liên lục địa là tại các quốc gia chủ nhà, được coi như một sự kiện thử nghiệm cho việc tổ chức Giải vô địch bóng đá thế giới. Dự kiến thời gian diễn ra vòng play-off liên lục địa là vào tháng 3 năm 2026.

## Các đội tuyển vượt qua vòng loại

Đội vượt qua vòng loại (tính cả chủ nhà)
Đội có thể vượt qua vòng loại
Đội không thể vượt qua vòng loại
Đội đã rút lui hoặc bị đình chỉ thi đấu
Không phải là thành viên FIFA

AFC (6)
- Úc
- Iran
- Nhật Bản
- Jordan
- Hàn Quốc
- Uzbekistan

CONCACAF (3)
- Canada (đồng chủ nhà)
- México (đồng chủ nhà)
- Hoa Kỳ (đồng chủ nhà)

CONMEBOL (3)
- Argentina
- Brasil
- Ecuador

OFC (1)
- New Zealand

## Thành phố và địa điểm ứng cử viên
Có 23 thành phố ứng cử viên sẽ được thu hẹp xuống còn 16 vào năm 2020 hoặc 2021 (3 ở Canada, 3 ở México và 10 ở Hoa Kỳ):
Một  biểu thị một sân vận động được sử dụng cho các giải đấu Giải vô địch bóng đá thế giới trước đó của nam giới (chỉ có Hoa Kỳ và México)
Một ‡ biểu thị một sân vận động với mái nhà có thể thu vào.
| Thành phố México                                                         | New York/New Jersey | Dallas | Kansas City | Houston                                            |
| ------------------------------------------------------------------------ | --- | --- | --- | -------------------------------------------------- |
| Sân vận động Azteca                                                      | Sân vận động MetLife (East Rutherford, New Jersey) | Sân vận động AT&T‡ (Arlington, Texas) | Sân vận động Arrowhead | Sân vận động NRG‡                                  |
| Sức chứa: 87.523                                                         | Sức chứa: 82.500 (Sức chứa đấu thầu: 87.157) | Sức chứa: 80.000 (Sức chứa đấu thầu: 92.967) (có thể mở rộng lên 105.000)                                                                                         | Sức chứa: 76.416 (Sức chứa đấu thầu: 76.640) | Sức chứa: 72.220                                   |
|                                                                          | | | |                                                    |
| Atlanta                                                                  | AtlantaBostonDallasHoustonKansas CityLos AngelesMiamiNew York/NJPhiladelphiaKhu vực Vịnh San FranciscoSeattleTorontoVancouverThành phố MéxicoMonterreyGuadalajara | AtlantaBostonDallasHoustonKansas CityLos AngelesMiamiNew York/NJPhiladelphiaKhu vực Vịnh San FranciscoSeattleTorontoVancouverThành phố MéxicoMonterreyGuadalajara | AtlantaBostonDallasHoustonKansas CityLos AngelesMiamiNew York/NJPhiladelphiaKhu vực Vịnh San FranciscoSeattleTorontoVancouverThành phố MéxicoMonterreyGuadalajara | Los Angeles                                        |
| Sân vận động Mercedes-Benz‡                                              | AtlantaBostonDallasHoustonKansas CityLos AngelesMiamiNew York/NJPhiladelphiaKhu vực Vịnh San FranciscoSeattleTorontoVancouverThành phố MéxicoMonterreyGuadalajara | AtlantaBostonDallasHoustonKansas CityLos AngelesMiamiNew York/NJPhiladelphiaKhu vực Vịnh San FranciscoSeattleTorontoVancouverThành phố MéxicoMonterreyGuadalajara | AtlantaBostonDallasHoustonKansas CityLos AngelesMiamiNew York/NJPhiladelphiaKhu vực Vịnh San FranciscoSeattleTorontoVancouverThành phố MéxicoMonterreyGuadalajara | Sân vận động SoFi (Inglewood, California)          |
| Sức chứa: 71.000 (Sức chứa đấu thầu: 75.000) (có thể mở rộng lên 83.000) | AtlantaBostonDallasHoustonKansas CityLos AngelesMiamiNew York/NJPhiladelphiaKhu vực Vịnh San FranciscoSeattleTorontoVancouverThành phố MéxicoMonterreyGuadalajara | AtlantaBostonDallasHoustonKansas CityLos AngelesMiamiNew York/NJPhiladelphiaKhu vực Vịnh San FranciscoSeattleTorontoVancouverThành phố MéxicoMonterreyGuadalajara | AtlantaBostonDallasHoustonKansas CityLos AngelesMiamiNew York/NJPhiladelphiaKhu vực Vịnh San FranciscoSeattleTorontoVancouverThành phố MéxicoMonterreyGuadalajara | Sức chứa: 70.240 (có thể mở rộng lên 100.240)      |
|                                                                          | AtlantaBostonDallasHoustonKansas CityLos AngelesMiamiNew York/NJPhiladelphiaKhu vực Vịnh San FranciscoSeattleTorontoVancouverThành phố MéxicoMonterreyGuadalajara | AtlantaBostonDallasHoustonKansas CityLos AngelesMiamiNew York/NJPhiladelphiaKhu vực Vịnh San FranciscoSeattleTorontoVancouverThành phố MéxicoMonterreyGuadalajara | AtlantaBostonDallasHoustonKansas CityLos AngelesMiamiNew York/NJPhiladelphiaKhu vực Vịnh San FranciscoSeattleTorontoVancouverThành phố MéxicoMonterreyGuadalajara |                                                    |
| Philadelphia                                                             | AtlantaBostonDallasHoustonKansas CityLos AngelesMiamiNew York/NJPhiladelphiaKhu vực Vịnh San FranciscoSeattleTorontoVancouverThành phố MéxicoMonterreyGuadalajara | AtlantaBostonDallasHoustonKansas CityLos AngelesMiamiNew York/NJPhiladelphiaKhu vực Vịnh San FranciscoSeattleTorontoVancouverThành phố MéxicoMonterreyGuadalajara | AtlantaBostonDallasHoustonKansas CityLos AngelesMiamiNew York/NJPhiladelphiaKhu vực Vịnh San FranciscoSeattleTorontoVancouverThành phố MéxicoMonterreyGuadalajara | Seattle                                            |
| Lincoln Financial Field                                                  | AtlantaBostonDallasHoustonKansas CityLos AngelesMiamiNew York/NJPhiladelphiaKhu vực Vịnh San FranciscoSeattleTorontoVancouverThành phố MéxicoMonterreyGuadalajara | AtlantaBostonDallasHoustonKansas CityLos AngelesMiamiNew York/NJPhiladelphiaKhu vực Vịnh San FranciscoSeattleTorontoVancouverThành phố MéxicoMonterreyGuadalajara | AtlantaBostonDallasHoustonKansas CityLos AngelesMiamiNew York/NJPhiladelphiaKhu vực Vịnh San FranciscoSeattleTorontoVancouverThành phố MéxicoMonterreyGuadalajara | Lumen Field                                        |
| Sức chứa: 69.796 (Sức chứa đấu thầu: 69.328)                             | AtlantaBostonDallasHoustonKansas CityLos AngelesMiamiNew York/NJPhiladelphiaKhu vực Vịnh San FranciscoSeattleTorontoVancouverThành phố MéxicoMonterreyGuadalajara | AtlantaBostonDallasHoustonKansas CityLos AngelesMiamiNew York/NJPhiladelphiaKhu vực Vịnh San FranciscoSeattleTorontoVancouverThành phố MéxicoMonterreyGuadalajara | AtlantaBostonDallasHoustonKansas CityLos AngelesMiamiNew York/NJPhiladelphiaKhu vực Vịnh San FranciscoSeattleTorontoVancouverThành phố MéxicoMonterreyGuadalajara | Sức chứa: 69.000 (có thể mở rộng lên 72.000)       |
|                                                                          | AtlantaBostonDallasHoustonKansas CityLos AngelesMiamiNew York/NJPhiladelphiaKhu vực Vịnh San FranciscoSeattleTorontoVancouverThành phố MéxicoMonterreyGuadalajara | AtlantaBostonDallasHoustonKansas CityLos AngelesMiamiNew York/NJPhiladelphiaKhu vực Vịnh San FranciscoSeattleTorontoVancouverThành phố MéxicoMonterreyGuadalajara | AtlantaBostonDallasHoustonKansas CityLos AngelesMiamiNew York/NJPhiladelphiaKhu vực Vịnh San FranciscoSeattleTorontoVancouverThành phố MéxicoMonterreyGuadalajara |                                                    |
| Khu vực Vịnh San Francisco                                               | AtlantaBostonDallasHoustonKansas CityLos AngelesMiamiNew York/NJPhiladelphiaKhu vực Vịnh San FranciscoSeattleTorontoVancouverThành phố MéxicoMonterreyGuadalajara | AtlantaBostonDallasHoustonKansas CityLos AngelesMiamiNew York/NJPhiladelphiaKhu vực Vịnh San FranciscoSeattleTorontoVancouverThành phố MéxicoMonterreyGuadalajara | AtlantaBostonDallasHoustonKansas CityLos AngelesMiamiNew York/NJPhiladelphiaKhu vực Vịnh San FranciscoSeattleTorontoVancouverThành phố MéxicoMonterreyGuadalajara | Boston                                             |
| Sân vận động Levi's (Santa Clara, California)                            | AtlantaBostonDallasHoustonKansas CityLos AngelesMiamiNew York/NJPhiladelphiaKhu vực Vịnh San FranciscoSeattleTorontoVancouverThành phố MéxicoMonterreyGuadalajara | AtlantaBostonDallasHoustonKansas CityLos AngelesMiamiNew York/NJPhiladelphiaKhu vực Vịnh San FranciscoSeattleTorontoVancouverThành phố MéxicoMonterreyGuadalajara | AtlantaBostonDallasHoustonKansas CityLos AngelesMiamiNew York/NJPhiladelphiaKhu vực Vịnh San FranciscoSeattleTorontoVancouverThành phố MéxicoMonterreyGuadalajara | Sân vận động Gillette (Foxborough, Massachusetts)  |
| Sức chứa: 68.500 (Sức chứa đấu thầu: 70.909) (có thể mở rộng lên 75.000) | AtlantaBostonDallasHoustonKansas CityLos AngelesMiamiNew York/NJPhiladelphiaKhu vực Vịnh San FranciscoSeattleTorontoVancouverThành phố MéxicoMonterreyGuadalajara | AtlantaBostonDallasHoustonKansas CityLos AngelesMiamiNew York/NJPhiladelphiaKhu vực Vịnh San FranciscoSeattleTorontoVancouverThành phố MéxicoMonterreyGuadalajara | AtlantaBostonDallasHoustonKansas CityLos AngelesMiamiNew York/NJPhiladelphiaKhu vực Vịnh San FranciscoSeattleTorontoVancouverThành phố MéxicoMonterreyGuadalajara | Sức chứa: 65.878 (Sức chứa đấu thầu: 70.000)       |
|                                                                          | AtlantaBostonDallasHoustonKansas CityLos AngelesMiamiNew York/NJPhiladelphiaKhu vực Vịnh San FranciscoSeattleTorontoVancouverThành phố MéxicoMonterreyGuadalajara | AtlantaBostonDallasHoustonKansas CityLos AngelesMiamiNew York/NJPhiladelphiaKhu vực Vịnh San FranciscoSeattleTorontoVancouverThành phố MéxicoMonterreyGuadalajara | AtlantaBostonDallasHoustonKansas CityLos AngelesMiamiNew York/NJPhiladelphiaKhu vực Vịnh San FranciscoSeattleTorontoVancouverThành phố MéxicoMonterreyGuadalajara |                                                    |
| Miami                                                                    | Vancouver | Monterrey | Guadalajara | Toronto                                            |
| Sân vận động Hard Rock (Miami Gardens, Florida)                          | BC Place‡ | Sân vận động BBVA (Guadalupe, Nuevo León) | Sân vận động Akron (Zapopan, Jalisco) | BMO Field                                          |
| Sức chứa: 64.767 (Sức chứa đấu thầu: 67.518)                             | Sức chứa: 54.500 | Sức chứa: 53.500 (Sức chứa đấu thầu: 53.460) | Sức chứa: 49.850 (Sức chứa đấu thầu: 48.071) | Sức chứa: 30.000 (Mở rộng lên 45.500 cho giải đấu) |
|                                                                          | | | |                                                    |

## Tranh cãi

### Tranh cãi về chính sách của nước chủ nhà
Chủ tịch FIFA Gianni Infantino chỉ trích lệnh cấm du lịch của Hoa Kỳ đối với một số quốc gia đa số Hồi giáo. Infantino nói, "Khi nói đến các giải đấu của FIFA, bất kỳ đội tuyển nào, bao gồm những người ủng hộ và các quan chức của đội tuyển đó, đội đủ điều kiện cho một Giải vô địch bóng đá thế giới cần có quyền vào đất nước, nếu không thì không có Giải vô địch bóng đá thế giới. Đó là điều hiển nhiên."
Tuy nhiên, bảo đảm sau đó được đưa ra bởi chính phủ rằng sẽ không có phân biệt đối xử như vậy.
Tổng thống Mỹ Donald Trump đe dọa các quốc gia có ý định ủng hộ đấu thầu Maroc để tổ chức Giải vô địch bóng đá thế giới 2026, tweeting: "Mỹ đã tạo ra một liên minh đấu thầu mạnh với Canada & México cho Giải vô địch bóng đá thế giới 2026. Sẽ là một điều đáng tiếc nếu các quốc gia mà chúng tôi luôn ủng hộ là vận động chống lại đấu thầu của Mỹ. Tại sao chúng ta nên ủng hộ những quốc gia này khi họ không ủng hộ chúng tôi (kể cả ở Liên Hợp Quốc)?"

### Tăng số đội bóng
Hiệp hội các Câu lạc bộ Châu Âu và các câu lạc bộ thành viên phản đối đề xuất mở rộng, nói rằng số trận đã ở mức "không thể chấp nhận được" và họ kêu gọi cơ quan chủ quản xem xét lại ý tưởng tăng số đội đủ điều kiện. Họ cho rằng đó là một quyết định được đưa ra vì lý do chính trị bởi vì Infantino sẽ làm hài lòng cử tri của ông, thay vì lý do thể thao. Chủ tịch La Liga Javier Tebas đã đồng ý, khẳng định tính không thể chấp nhận được của thể thức mới. Ông nói với tờ Marca rằng ngành công nghiệp bóng đá được duy trì nhờ các câu lạc bộ và giải đấu, chứ không phải FIFA, và rằng Infantino đã làm chính trị vì nếu được bầu ông hứa hẹn sẽ cho nhiều quốc gia dự World Cup hơn; ông muốn giữ lời hứa bầu cử. Cựu huấn luyện viên đội tuyển quốc gia Đức Joachim Löw cảnh báo rằng việc mở rộng, như đã xảy ra với Euro 2016, sẽ làm loãng giá trị của giải đấu thế giới bởi vì các cầu thủ đã đạt đến giới hạn về thể chất và tinh thần của họ.

## Bản quyền phát sóng
- Brazil - TV Globo, SporTV
- Bulgaria - NOVA
- Bosnia và Herzegovina - BHRT, MY TV
- Canada – CTV, TSN, RDS[36][37]
- Đan Mạch - DR, TV2
- Phần Lan - YLE, MTV
- Na Uy - NRK, TV2
- Thụy Điển - SVT, TV4
- Hoa Kỳ – Fox, Telemundo[38]

Vào ngày 12 tháng 2 năm 2015, bản quyền của Fox, Telemundo và Bell Media trong giải đấu đã được FIFA đổi mới để bảo đảm năm 2026 các nhà đài đều có bản quyền, mà không chấp nhận bất kỳ đấu thầu nào khác. The New York Times tin rằng quyết định này được vạch ra để đền bù cho việc đổi lịch thi đấu của Giải vô địch bóng đá thế giới 2022 vào cuối năm, rơi vào trung tâm của mùa giải thường niên National Football League Hoa Kỳ .

## Tiếp thị

### Xây dựng thương hiệu
Biểu tượng chính thức và nhận diện thương hiệu đã được công bố vào ngày 17 tháng 5 năm 2023, tại Đài quan sát Griffith ở Los Angeles, California; hình dạng cơ bản của nó bao gồm số "26" xếp chồng lên nhau với hình ảnh Cúp FIFA World Cup ở phía trước (đánh dấu lần đầu tiên chiếc cúp được mô tả trong biểu tượng World Cup dưới dạng ảnh, trái ngược với hình ảnh cách điệu), nhưng nó được thiết kế để có thể thích ứng với nhiều phông nền khác nhau. Ngày hôm sau, FIFA công bố các biến thể biểu tượng cho mỗi thành phố chủ nhà, có các biến thể màu sắc và thiết kế phản ánh cảnh quan hoặc văn hóa địa phương (với biểu tượng Los Angeles có mặt trời cách điệu và sóng, biểu tượng Monterrey có hình ảnh ngọn núi Cerro de la Silla và Toronto có đường chân trời của thành phố và Tháp CN).
Phản ứng đối với logo từ lần ra mắt đầu tiên phần lớn là tiêu cực, với nhiều người cảm thấy rằng thiết kế chưa hoàn thiện hoặc không sáng tạo so với biểu tượng của các giải đấu FIFA World Cup trước đây. Ngược lại, cầu thủ Đội tuyển quốc gia Hoa Kỳ Jesús Ferreira mô tả biểu tượng là "đẹp".

### Tài trợ
| Đối tác của FIFA                                                            | Nhà tài trợ World Cup của FIFA                                                                                         |
| --------------------------------------------------------------------------- | --- |
| - Adidas - Aramco - Coca-Cola - Hyundai–Kia - Lenovo - Qatar Airways - Visa | - Anheuser-Busch InBev - Bank of America - Frito-Lay - McDonald's - Mengniu Dairy - Unilever (Dove Men+Care) - Verizon |